# Reacció de Simmons-Smith
La reacció de Simmons-Smith és una reacció orgànica en la qual un carbenoide reacciona amb un alquè (o un alquí) per a formar un ciclopropà. Com més gran sigui la densitat electrònica de l'alquè més afavorida estarà la formació del ciclopropà. Una altra opció per l'obtenció de ciclopropans és la ciclopropanació per descomposició de diazocompostos.
Va ser descoberta pels químics Howard Ensing Simmons, Jr. i Ronald D. Smith l'any 1958.